# Перекопная Лука
Перекопная Лука — село в Балаковском районе Саратовской области, в составе сельского поселения Быково-Отрогское муниципальное образование.
Население — 185 (2010).

## История
Основано беглыми крестьянами в начале XVIII века (по другим данным XVII веке). В 1764 году в Перекопной Луке была построена деревянная православная церковь, освящённая в 1767 году во имя Рождества Христова. Согласно Списку населённых мест Российской империи по сведениям за 1859 год в удельном селе Перекопная Лука (Большое Перекопное), относившемся к Николаевскому уезду Самарской губернии, насчитывалось 86 дворов, проживали 474 мужчины и 540 женщин. Село располагалось на расстоянии 40 вёрст от уездного города по левую стороны почтового тракта из Николаевска в город Волгск Саратовской губернии. 
После крестьянской реформы Перекопная Лука была отнесена к Сулакской волости. В 1864 году Христорождественская церковь в 1864 году была реконструирована и переосвящена. 
Согласно населённых мест Самарской губернии по сведениям за 1889 год в селе проживали 1600 жителей (русские православного и раскольнического вероисповедания), насчитывалось 432 двора, имелись церковь, 4 ветряные мельницы. Земельный надел составлял 2844 десятины удобной и 600 десятин неудобной земли. 
В 1891 году открылась смешанная одноклассная приходская школа. Согласно переписи 1897 года в селе проживали 1477 человек, православных - 1206, старообрядцев (беспоповцы и беглопоповцы) - 271.
Согласно Списку населённых мест Самарской губернии 1910 года село населяли бывшие удельные крестьяне, преимущественно русские, православные и старообрядцы, 959 мужчин и 960 женщин, в селе имелись церковь и церковно-приходская школа. 
После Октябрьской революции, как и большинство населённых пунктов региона, Перекопная Лука оказалась в эпицентре гражданской войны, многие жители села пополнили ряды действовавшей на этом направлении 25-й Чапаевской дивизии.  
В 1926 году в селе насчитывалось 1019 жителей. В годы коллективизации в селе был создан колхоз имени героя гражданской войны И. Н. Плясункова. Церковь была закрыта и впоследствии разрушена. 
С 1935 по 1958 год село относилось к Чапаевскому району Саратовской области. В составе Балаковского района - с 1958 года.
В поздний советский период Перекопная Лука входила в Сухо-Отрогский сельсовет

## Физико-географическая характеристика
Село находится в Заволжье, в излучине реки Большой Иргиз, на высоте около 25 метров над уровнем моря. Почвы: в пойме Иргиза - пойменные нейтральные и слабокислые, выше поймы - чернозёмы южные.
Село расположено примерно в 40 км по прямой в восточном направлении от районного центра города Балаково. По автомобильным дорогам расстояние до районного центра составляет 55 км, до областного центра города Саратов - 200 км, до Самары - 230 км.
Часовой пояс
Перекопная Лука, как и вся Саратовская область, находится в часовой зоне МСК+1. Смещение применяемого времени относительно UTC составляет +4:00.

## Население
Динамика численности населения по годам:
| Годы      | 1859 | 1889 | 1897 | 1910 | 1926 | 2002 |
| --------- | ---- | ---- | ---- | ---- | ---- | ---- |
| Население | 1024 | 1600 | 1477 | 1919 | 1019 | 202  |

| 2002 | 2010 |
| ---- | ---- |
| 202  | ↘185 |

Национальный состав
Согласно результатам переписи 2002 года русские составляли 90 % населения села.